# هاري إل. مارتن
هاري إل. مارتن (بالإنجليزية: Harry L. Martin)‏ هو ضابط أمريكي، ولد في 4 يناير 1911 في بوسايروس في الولايات المتحدة، وتوفي في 26 مارس 1945 في آيوو جيما في اليابان.